# Descurainia obtusa
Descurainia obtusa là một loài thực vật có hoa trong họ Cải. Loài này được (Greene) O.E.Schulz mô tả khoa học đầu tiên năm 1924.